# 丰满街道
丰满街道，是中华人民共和国吉林省吉林市丰满区下辖的一个乡镇级行政单位。

## 行政区划
丰满街道下辖以下地区：
河南社区、吉丰社区、江东社区和山河社区。